# 紫之上
紫之上（日语：／〔〕 Murasaki no ue），又譯紫姬、紫夫人，是日本平安時代作家紫式部所著的古典小說《源氏物語》中的人物，她是整本书除光源氏外的另一位重要人物，是《源氏物语》中最重要的女性角色。初期稱為若紫、紫之君（紫の君）。首次出場是在第五帖《若紫》，最終出場是在第四十帖《御法》。

## 生平
紫之上是藤壶中宮之兄兵部卿宮（後為式部卿宮）与按察使大納言之女之間私通生下的孩子，她的樣子与光源氏所戀慕的繼母藤壶中宮面容极为相似，血统上是藤壶的姪女。“紫”這個名字來自于《古今集》裡的一首和歌“不識武藏野，聞名亦可愛。只因生紫草，常把我心牽”（「紫のひともとゆゑに武蔵野の草はみながらあはれとぞみる」），委婉地表示了紫之上是源氏的初戀、藤壺中宮的緣者。
在源氏最初找到她时，紫之上还是未谙世事的小女孩若紫（わかむらさき）（年約十歲左右），因生母早逝而与外祖母尼君－一道寄居北山僧都（外祖母之兄）处。光源氏因病至北山休養，偶然見到了若紫，一见之下，為她容貌酷似藤壺而惊为天人，又得知若紫的血统而更加喜爱她，便向若紫的外祖母北山尼君请求带若紫回二条院抚养，不料尼君多番推脱。源氏不甘心，在尼君死後的一个夜晚骗若紫说是父親来接她回家，将若紫擄回了二条院。
若紫在二条院中确实过了一段安心喜乐的生活，源氏像父亲一般精心教养抚育她。但随着若紫年岁日长，源氏也渐渐显露出他的好色本心。若紫对于这个真心信赖的源氏的无礼要求虽然一度十分痛恨，但最终顺从了他，成为了源氏的夫人。
这时候源氏的正室葵之上尚在人世，源氏又四处偷香窃玉，紫之上尽管享受着源氏的宠爱，仍然时时感到嫉妒。来自父親兵部卿宮的正妻（紫之上的嫡母）的诅咒，更令她感到危机四伏。
后来源氏因与胧月夜私通被流放須磨，紫之上无比忧心却无法与其同行，只能留在京都看守二條院。两人时有书信来往。源氏获赦返回京都不久，即迎接已经诞下一女（即明石姬君，后为今上中宮）的明石之方来京。紫之上对于姿容才能不逊于自己的明石之方并无好感，但出于喜爱孩子的天性，加上源氏的请求，她答应收明石姬君为义女，负责教养其才學儀態。
彼时葵之上早已香消玉殒，紫之上便成为有實無名的正夫人。在明石姬君成长的时间里，紫之上的生活算是相当平静的。雖然源氏偷鸡摸狗的积习没有消退，但他越来越重视紫之上在众妾室中的地位。在六条御息所的时代，紫之上尚是天真的小女孩，未受过多嫉恨。六條院落成後，光源氏迎紫之上入住春之町，紫之上亦對同住在六條院的花散里、明石之君保持友好關係，同時也和六條院秋之町的女主人－源氏义女秋好中宮有良好互動，尽管紫之上和這些女子之間时有才艺诗歌方面的竞争，但总体而言还是和睦的。
在光源氏晚年，源氏之兄朱雀院已削发为僧，他自知沉疴在身，时日无多，希望将最宠爱的幼女女三宮托付给源氏。源氏起初不甚樂意，但想起女三宮之母是繼母藤壺中宮之妹，女三宮或許在神態上會有與藤壺中宮相仿之處，如此一想，源氏便轉念答應迎娶女三宮。由於紫之上並非光源氏名份上的正妻，且女三宮貴為上皇皇女，紫之上只好主動讓出正妻地位。迎娶女三宫之夜，紫姬感到多年来自以为早已消散的嫉妒重新占据了内心，但还是强颜欢笑；即使源氏有意在自己房里留宿，她也以“不能冷落了女三宫”为由，催促源氏去女三宫那里。
失去正妻地位的紫之上仍和從前一樣，有條不紊的打理六條院，對女三宮也能不失禮數的多加照顧，世人因此給予其賢慧淑良的評價，但紫之上內心亦發痛苦卻不能明言，最終抑鬱成疾而過世。
紫之上的死帶給光源氏極大的悲痛。在紫之上患病前，進入晚年的光源氏早已有了遁入空門的想法，但因牽掛紫之上及世俗眾多人事物而作罷。紫之上之死促成光源氏決意出家，他整理好身邊的瑣碎事務，又燒掉了當年與紫之上之間互贈的書信與詩歌，最後出家。

## 地位
在源氏物語中以“上”字尊稱紫之上，顯示作者紫式部承認紫之上是地位高貴之人（相反的，明石海邊鄉下地方出身的明石之方，在源氏物語終不曾被稱之為明石之上。），其人也在二條院及後來的六條院中得到了光源氏正妻的待遇，然而嚴格地來說，紫之上並非光源氏的正妻。
紫之上雖是父親兵部卿宮與按查大納言之女之間的私生女，但也算是皇族之後，具有高貴的血統，但因為不受生父待見，換言之她缺乏有勢力的娘家做後臺，以平安時代的風俗而言，缺乏強而有力的娘家做奧援的女子，在男女關係中是弱勢的一方，因此紫之上與光源氏之間稱不上門當戶對，且紫之上與光源氏之間沒有子女，兩人之間的關係全靠情愛維繫。因此即便在葵之上逝世後，紫之上得到了光源氏正妻的待遇，且眾人也都將紫之上視做光源氏的正妻，但在名義上，由於光源氏在先妻葵之上死後沒有正式迎娶門當戶對的女子作為繼妻，實質上的正妻紫之上的出身又與光源氏不匹配，因此在葵之上死後，直至光源氏晚年以盛大的排場迎娶女三宮做繼妻之前，光源氏身邊的正妻之位都是空懸的狀態，也因此在光源氏晚年，其兄朱雀院方得以要求光源氏迎娶女三宮做為正妻。